# Szvádhjája
A szvádhjája szanszkrit kifejezés (स्वाध्याय); szó szerinti jelentése: öntanulmányozás. Ennek az ind filozófiában használt fogalomnak több értelmezése van. Jelentheti az önmegfigyelést és az öntanulmányozást, de tágabb értelemben a Védák és más szent könyvek tanulmányozását is, és önnevelést azok tanulmányozása által. A gondolatok, a beszéd és a tettek megvizsgálását és megtisztítását. A szvádhjája a nijama ajánlásainak egyike.
Patandzsali a Jóga-szútrákban a tapasz (önfegyelem, önmegtagadás), a szvádhjája és az Ísvara-pranidhána (Isten iránti teljes önátadás) módszerét említi, mint összetartó egységet a cselekedetek jógáján belül.
"Az önnevelés kapcsolatot teremt Istennel. Az önnevelés hatékonysága összefügg a tapasz és az ísvara-pranidhana párhuzamos gyakorlásával. A nijama negyedik lépése előírja a szakrális szövegek tanulmányozását, értő áttekintését (sásztra), valamint a mágikus formulák (mantra) elmélyült ismeretét. A kötöttségektől megtisztult személy értelme (jakta-manasz) felszabadul a világias terhektől és szellemi tudása napról-napra növekszik, ura érzékeinek (indrija-szamjama) és minden gyönyörűsége a szvádhjája feladataiban van.

## Fordítás
- Ez a szócikk részben vagy egészben  a   Svādhyāya című angol Wikipédia-szócikk fordításán alapul.  Az eredeti cikk szerkesztőit annak laptörténete sorolja fel. Ez a jelzés csupán a megfogalmazás eredetét és a szerzői jogokat jelzi, nem szolgál a cikkben szereplő információk forrásmegjelöléseként.